# Cala Sant Vicenç
Cala Sant Vicenç, Cala Sant Vicent o simplement Sant Vicent és una urbanització del nord de Mallorca, al municipi de Pollença. Té una població de 262 habitants (2006) i està situat entre les puntes de Coves Blanques i la de l'Altar d'en Vaquer.

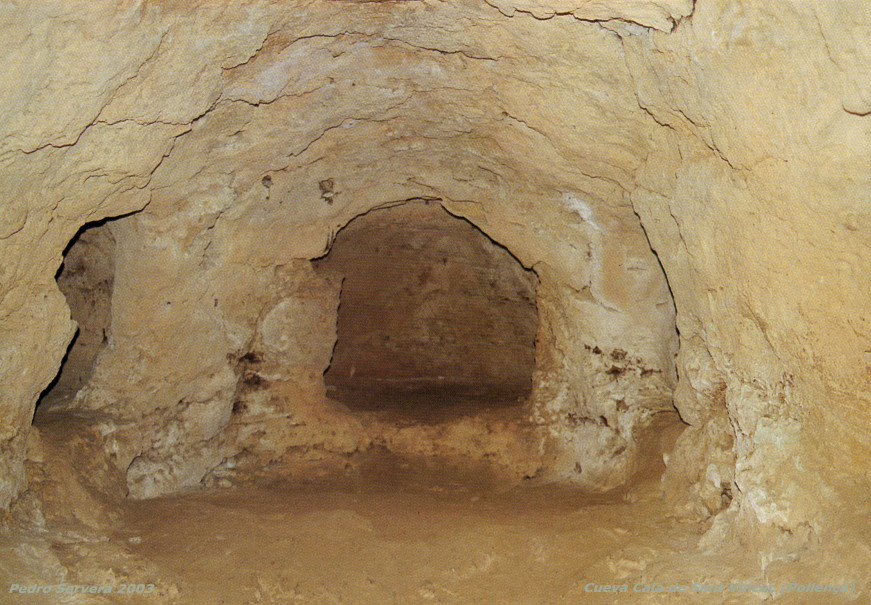
Necròpoli de Cala Sant Vicenç

Les primeres edificacions d'aquest nucli urbà daten del 1956. S'hi troben habitatges unifamiliars, hotels i restaurants. El principal atractiu turístic són les seves quatre platges. D'oest a est: la Cala Barques, la Cala Clara, la Cala Molins i la Cala Carbó, exposades al vent del nord. Molt a prop del nucli es troba la necròpoli de Cala Sant Vicenç, amb les coves prehistòriques de l'Alzinaret, que daten de l'any 1600 aC, aproximadament, en l'Edat del Bronze Mitjà, també conegut com a període pretalaiòtic.
Cala Sant Vicenç ofereix una de les imatges més característiques del nord de l'illa, el Cavall Bernat, una serra dentada que per aquesta vessant compta amb uns penya-segats d'uns 300 metres d'altura, i és un dels llocs més reflectits en els quadres dels artistes que han passat per Pollença.